# Sonda espacial

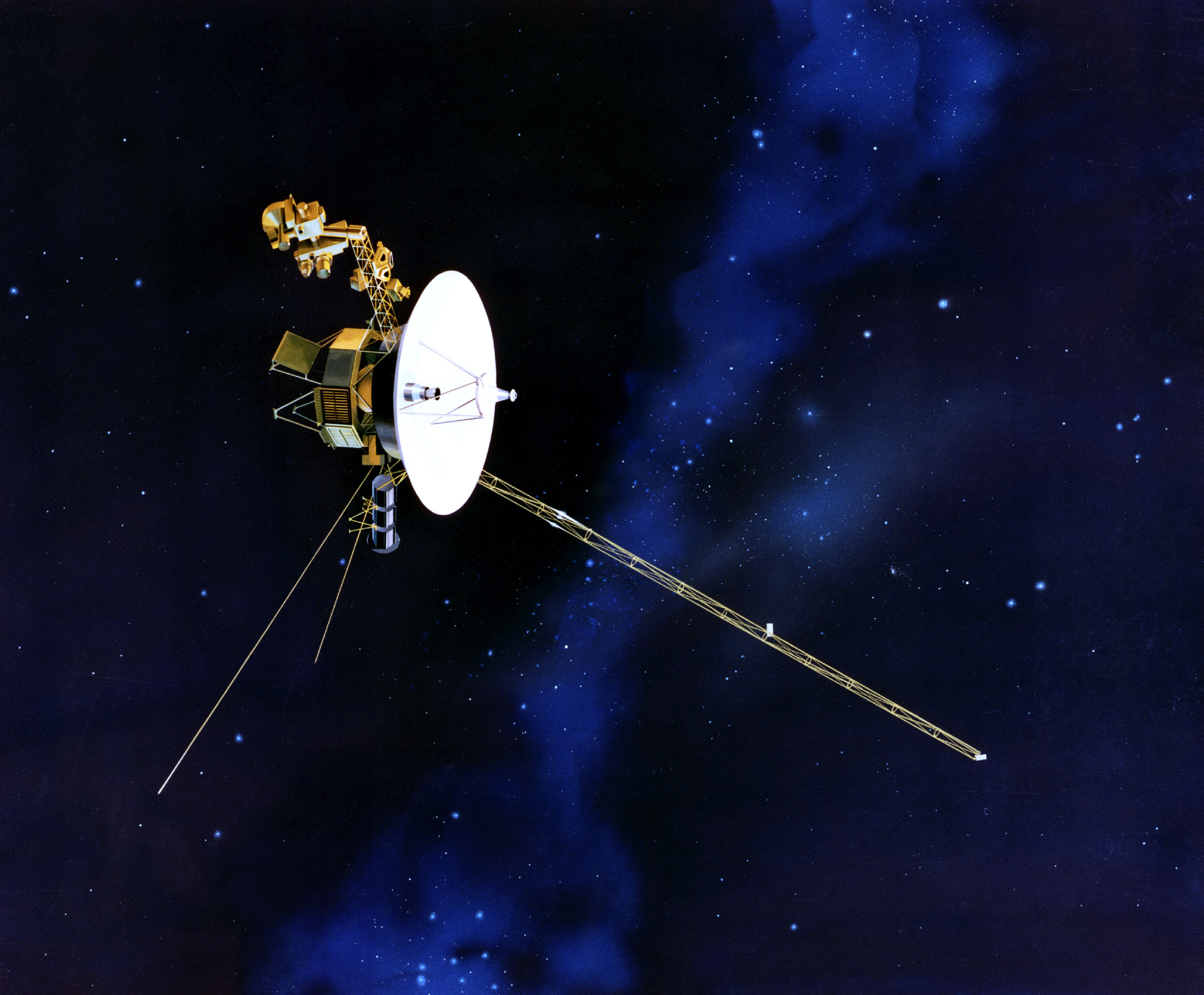
Voyager 2, un ejemplo de sonda espacial. Lanzada en 1977, voló por Júpiter, Saturno, Urano y Neptuno.

Una sonda espacial es un tipo de nave espacial no tripulada que se envía al espacio con fines científicos, como por ejemplo estudiar cuerpos de nuestro sistema solar tales como planetas, satélites, asteroides o cometas a medida que recopila datos científicos.
Las sondas espaciales se suelen denominar también satélites artificiales, si bien, estrictamente hablando, una sonda se diferencia de un satélite en que no establece una órbita alrededor de un astro, sino que se lanza hacia un objeto concreto, o bien termina con una ruta de escape hacia el exterior del sistema solar (con lo que terminan convirtiéndose en sondas «interestelares»).

## Composición
Todas las sondas se montan sobre una estructura de apoyo, a la que se deben incorporar, al menos, estos tres sistemas:
- Sistema energético: habitualmente baterías eléctricas y paneles solares para proveer de electricidad a los sistemas, aunque también pueden incorporar fuentes radioactivas de energía.
- Instrumental de observación, tales como cámaras fotográficas, o analizadores de espectro.
- Equipos de comunicación, consistente en diversos tipos de antenas para transmitir la información recolectada de vuelta a la Tierra.

Además, las sondas pueden incorporar: motores para efectuar maniobras, tanques de combustible, protecciones térmicas para evitar el congelamiento de la sonda, o transportar las sondas menores independientes. A veces, han portado contenedores de información sobre nuestro planeta, si, eventualmente, fuesen recogidas por una civilización alienígena.
El peso total de las sondas suele ser de varios cientos de kilos, aunque no es frecuente que superen la tonelada, debido a la limitación actual de nuestros cohetes para sacar de la órbita terrestre, mayores pesos. No obstante, en 1997 se lanzó la sonda Cassini-Huygens con un peso total de 5600 kg, incluyendo unos 3100 kg de combustible. Las dimensiones típicas de las sondas oscilan entre 2 y 5 metros, aunque una vez en el espacio suelen desplegar antenas o paneles fotovoltaicos de mayores dimensiones.

## Sondas construidas
En la actualidad existen cinco sondas en ruta hacia las afueras del sistema solar. La más alejada es la Voyager 1, que ya ha abandonado el sistema y se encuentra unas tres veces más lejos que Plutón. La sonda más reciente dirigida hacia los confines del sistema solar es la New Horizons, la cual llegó en julio de 2015 a Plutón.
Se está experimentando con nuevos sistemas de propulsión que permitan a estos ingenios alcanzar mayores velocidades: las dos tecnologías más desarrolladas son la propulsión iónica, ya probado en las sondas Smart 1, Deep Space 1 y Dawn, entre otras, y la tecnología de vela solar, que se intentó poner a prueba en 2001 con la sonda Cosmos 1, aunque debido a un fallo técnico en el cohete de lanzamiento no logró alcanzar la órbita.
| Sonda        | Lanzamiento | Velocidad máx. | Velocidad actual | Distancia al sol |
| ------------ | ----------- | -------------- | ---------------- | ---------------- |
| Voyager 1    | 1977        | ---            | 17,06 km/s       | 117 UA           |
| Voyager 2    | 1977        | ---            | 15,46 km/s       | 95 UA            |
| Pioneer 10   | 1972        | ---            | 12,06 km/s       | 103 UA           |
| Pioneer 11   | 1973        | ---            | 11,40 km/s       | 83 UA            |
| New Horizons | 2006        | 22,88 km/s     | 15,77 km/s       | 20 UA            |
| Helios 1     | 1974        | 70,22 km/s     | ---              | 0,98 UA          |

| Nombre             | Agencia  | Lanzamiento | Destino               | Clase         | Cohete          |
| ------------------ | -------- | ----------- | --------------------- | ------------- | --------------- |
| Voyager 2          | NASA     | 20/08/1977  | Urano y Neptuno       | Orbitador     | Titan IIIE      |
| Voyager 1          | NASA     | 05/09/1977  | Júpiter y Saturno     | Orbitador     | Titan IIIE      |
| Mars Odyssey       | NASA     | 07/04/2001  | Marte                 | Orbitador     | Delta II        |
| Mars Express       | ESA      | 02/06/2003  | Marte                 | Orbitador     | Soyuz-FG        |
| Mars Express       | ESA      | 02/06/2003  | Marte                 | Aterrizador   | Soyuz-FG        |
| MRO                | NASA     | 12/08/2005  | Marte                 | Orbitador     | Atlas V         |
| New Horizons       | NASA     | 19/01/2006  | Plutón y Satélites    | Orbitador     | Atlas V         |
| LRO                | NASA     | 18/06/2009  | Luna                  | Orbitador     | Atlas V         |
| SDO                | NASA     | 11/02/2010  | Sol (Desde la Tierra) | Observador    | Atlas V         |
| PLANET-C           | JAXA     | 20/05/2010  | Venus                 | Orbitador     | H-IIA           |
| Juno               | NASA     | 05/08/2011  | Júpiter               | Orbitador     | Atlas V         |
| GRAIL A            | NASA     | 10/09/2011  | Luna                  | Orbitador     | Delta II        |
| GRAIL B            | NASA     | 10/09/2011  | Luna                  | Orbitador     | Delta II        |
| MSL Curiosity      | NASA     | 26/10/2011  | Marte                 | Astromóvil    | Atlas V         |
| MOM                | ISRO     | 05/11/2013  | Marte                 | Orbitador     | PSLV-XL         |
| Hayabusa 2         | JAXA     | 03/10/2014  | (162173) Ryugu        | Orbitador     | H-IIA           |
| Hayabusa 2         | JAXA     | 03/10/2014  | (162173) Ryugu        | Aterrizador   | H-IIA           |
| OSIRIS-REx         | NASA     | 09/09/2016  | (101955) Bennu        | Orbitador     | Atlas V         |
| OSIRIS-REx         | NASA     | 09/09/2016  | (101955) Bennu        | Aterrizador   | Atlas V         |
| ExoMars TGO        | ESA AEFR | 19/10/2016  | Marte                 | Orbitador     | Protón          |
| ExoMars TGO        | ESA AEFR | 19/10/2016  | Marte                 | Transportador | Protón          |
| Sonda Solar Parker | NASA     | 12/08/2018  | Sol                   | Orbitador     | Delta IV Heavy  |
| BepiColombo        | ESA JAXA | 20/10/2018  | Mercurio              | Orbitador     | Ariane V        |
| Chang'e 4          | CNSA     | 07/12/2018  | Luna                  | Orbitador     | Larga Marcha 3B |
| Chang'e 4          | CNSA     | 07/12/2018  | Luna                  | Aterrizador   | Larga Marcha 3B |
| Chang'e 4          | CNSA     | 07/12/2018  | Luna                  | Astromóvil    | Larga Marcha 3B |
| InSight            | NASA     | 05/05/2018  | Marte                 | Aterrizador   | Atlas V         |
| InSight            | NASA     | 05/05/2018  | Marte                 | Astromóvil    | Atlas V         |

## Trayectorias
Una vez que una sonda ha dejado las cercanías de la Tierra, su trayectoria probablemente la llevará a lo largo de una órbita alrededor del Sol similar a la órbita de la Tierra. Para llegar a otro planeta, el método práctico más simple es una órbita de transferencia de Hohmann. Técnicas más complejas, como asistencias gravitacionales, pueden ser más eficientes en combustible, aunque pueden requerir que la sonda pase más tiempo en tránsito. Algunas misiones altas en Delta-V (como aquellas con altos cambios de inclinación) solo se pueden realizar, dentro de los límites de la propulsión moderna, usando asistencias gravitacionales. Una técnica que usa muy poca propulsión, pero requiere una cantidad considerable de tiempo, es seguir una trayectoria en la Red de Transporte Interplanetario.

## Energía
Para operar, una sonda espacial necesita tener energía disponible en todo momento. Las máquinas de reciente desarrollo deben tener una potencia eléctrica de entre 300 y 2500 vatios para alimentar los ordenadores de a bordo, transceptores de radio, motores, instrumentos científicos, calentadores y muchos otros equipos. Solo hay tres posibles fuentes de energía para una nave espacial interplanetaria: los paneles solares, las RTG como únicas soluciones para planetas exteriores demasiado lejos del Sol y las baterías. Esta última puede ser una fuente de energía cargada antes del lanzamiento o ser utilizada como un sistema de almacenamiento temporal de la energía producida por los paneles solares que permite hacer frente, por ejemplo, en los períodos de eclipse.

### Paneles solares

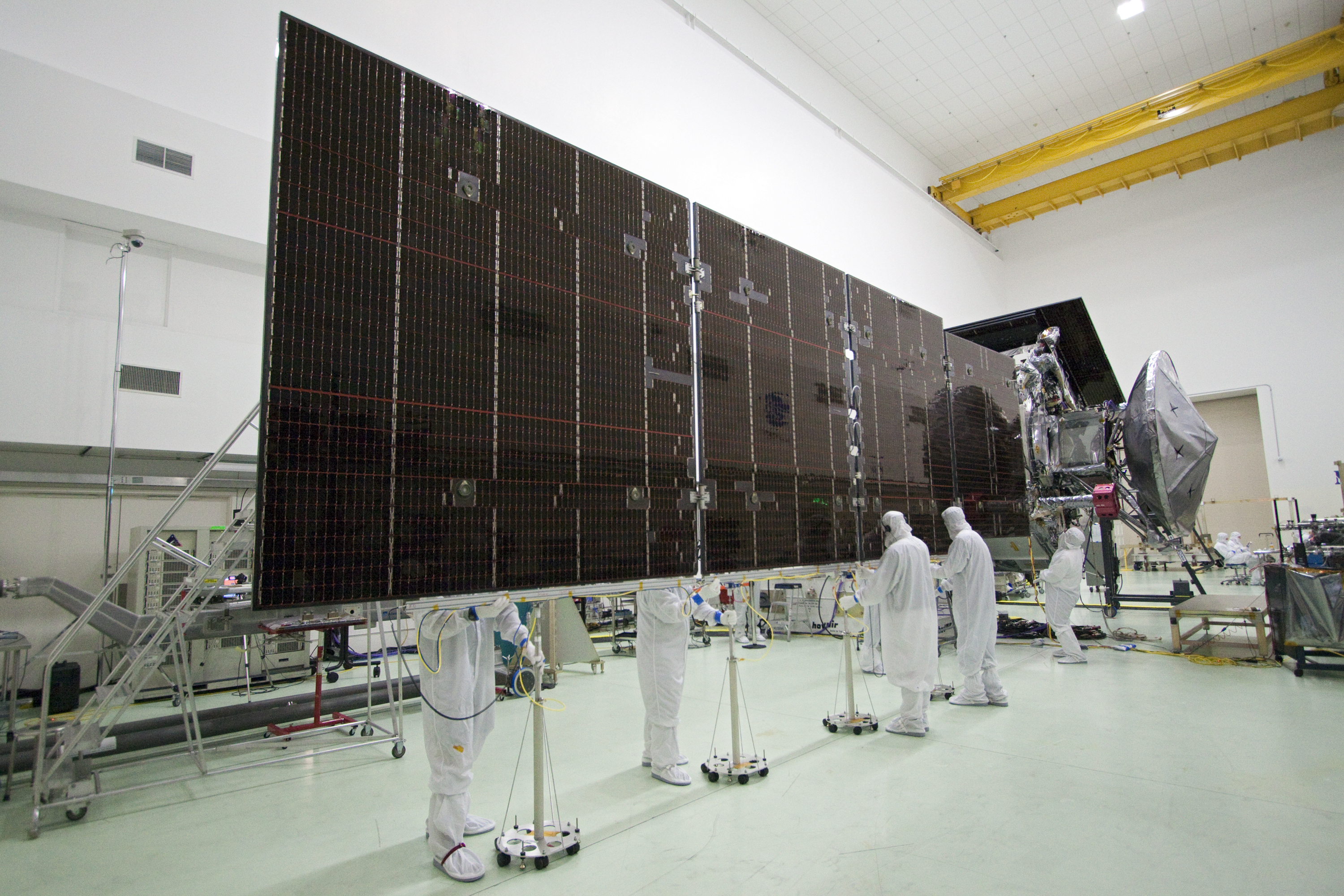
Uno de los dos conjuntos de paneles solares que proporcionan energía a la sonda espacial Juno.

Los paneles solares están formados por un conjunto de células fotovoltaicas, cada una de las cuales transforma la energía solar por efecto fotoeléctrico en corriente eléctrica continua. Cada celda solar está hecha de un material semiconductor conectado con conexiones eléctricas. Se pueden utilizar varios tipos de materiales, como el silicio o el GaAs, más eficaz pero más caro. Las células más eficientes están formadas por varias capas muy finas de materiales semiconductores, cada una de ellas capaz de convertir gran parte del espectro de la energía solar, que permiten alcanzar, en combinación con otros dispositivos, una eficiencia del 47 % (47 % de la energía del Sol se transforma en corriente eléctrica). La eficiencia de las celdas solares de los primeros satélites de los años 1960 era del 6 %. Al conectar las celdas solares en serie (el polo positivo de una celda está conectado al polo negativo de otra celda) se aumenta el voltaje de la corriente producida, mientras que al conectarlas en paralelo (todos los polos positivos están conectados entre sí y todos los polos negativos están conectados entre sí) la intensidad de la corriente aumenta. El panel solar sirve como soporte físico para las celdas solares, contiene los circuitos eléctricos que conectan las celdas entre sí y mantiene las celdas dentro de un rango de temperatura aceptable. Se pueden unir varios paneles solares para formar una "ala". Generalmente, los paneles solares tienen bisagras y su orientación se puede cambiar con uno o dos grados de libertad. Generalmente, mediante la modificación permanente de la inclinación de los paneles solares se pretende obtener, según los casos, la máxima energía si los rayos del sol inciden sobre el panel de forma perpendicular. Pero esta facilidad también se puede utilizar para reducir el ángulo de incidencia de los rayos solares con el fin de limitar el aumento de temperatura o para adaptar la producción de corriente a una menor demanda (la energía eléctrica producida decrece como el coseno del ángulo de incidencia de los rayos solares). En una sonda giratoria, los paneles solares recubren el cuerpo de forma cilíndrica y la mitad está a la sombra, mientras que la mayoría de las células no reciben el sol en un ángulo óptimo.
Al nivel de la órbita de la Tierra, la energía eléctrica teóricamente disponible es de 1371 W/m² el 50 % de la cual se puede transformar en energía eléctrica con las células solares más avanzadas. Abundante en los planetas interiores, la cantidad de energía disponible es inversamente proporcional al cuadrado de la distancia al Sol. Así es como una sonda como la Juno enviada en órbita alrededor de Júpiter cinco veces más lejos del Sol de lo que recibe la Tierra, con 25 (5×5) veces menos energía solar que a nivel de la Tierra. No obstante, la NASA optó por equipar esta sonda con paneles solares que, gracias a su superficie (45 m² de células solares) y su avanzada tecnología, consiguen en estas condiciones proporcionar 428 vatios (y 15 kW en órbita terrestre). Pero a esta distancia del Sol, el uso de RTG es más frecuente.
El rendimiento de los paneles solares de una sonda espacial se deteriora bajo la acción de varios fenómenos. La energía que recibe el panel solar que no se convierte en energía eléctrica se refleja en parte y en otra parte se convierte en calor, lo que aumenta la temperatura de las células. Cuando su temperatura aumenta, la celda solar produce una corriente de mayor voltaje, pero el amperaje disminuye al igual que la potencia producida (P=V×I). Esta disminución en el rendimiento general es del 1 % por grado Celsius para las celdas de silicio y del 0,5 % para las celdas de GaAs. Además, unos cientos de horas después de su despliegue, el rendimiento de un panel solar disminuye en un 1 % debido a los cambios químicos generados por la luz. Finalmente, el factor que más daño produce es la acción de partículas energéticas producidas por el viento solar o tormentas solares que dañan progresivamente la estructura cristalina. Así es como los paneles solares de la sonda Magellan, colocados en órbita alrededor de Venus, perdieron dos tercios de su capacidad durante su vida operativa. Esta degradación progresiva se tiene en cuenta en el dimensionamiento de los paneles solares en el momento del diseño de la sonda espacial.
| Sonda espacial       | Destino  | Fecha de lanzamiento | Fuente de energía primaria       | Potencia         | Otras características                                                                                     | Comentarios           |
| -------------------- | -------- | -------------------- | -------------------------------- | ---------------- | --- | --------------------- |
| Cassini              | Saturno  | 1997                 | 3 × generadores de radioisótopos | 885 vatios       | |                       |
| Huygens              | Titán    | 1997                 | Baterías LiSO 2                  | 1600 vatios-hora | Vida útil de unas pocas horas.                                                                            | Nave nodriza: Cassini |
| Mars Global Surveyor | Marte    | 1996                 | Paneles solares SiGaAs           | 1000 vatios      | Ajustable con 2 grados de libertad.                                                                       |                       |
| MESSENGER            | Mercurio | 2004                 | Paneles solares AsGa / Ge        | 450 vatios       | Ajustable con 1 grado de libertad. 70 % de la superficie de los paneles solares cubierta con reflectores. |                       |
| Juno                 | Júpiter  | 2011                 | Paneles solares                  | 450 vatios       | Panel fijo, área de la celda: 45 m²                                                                       |                       |

### Generador termoeléctrico de radioisótopos

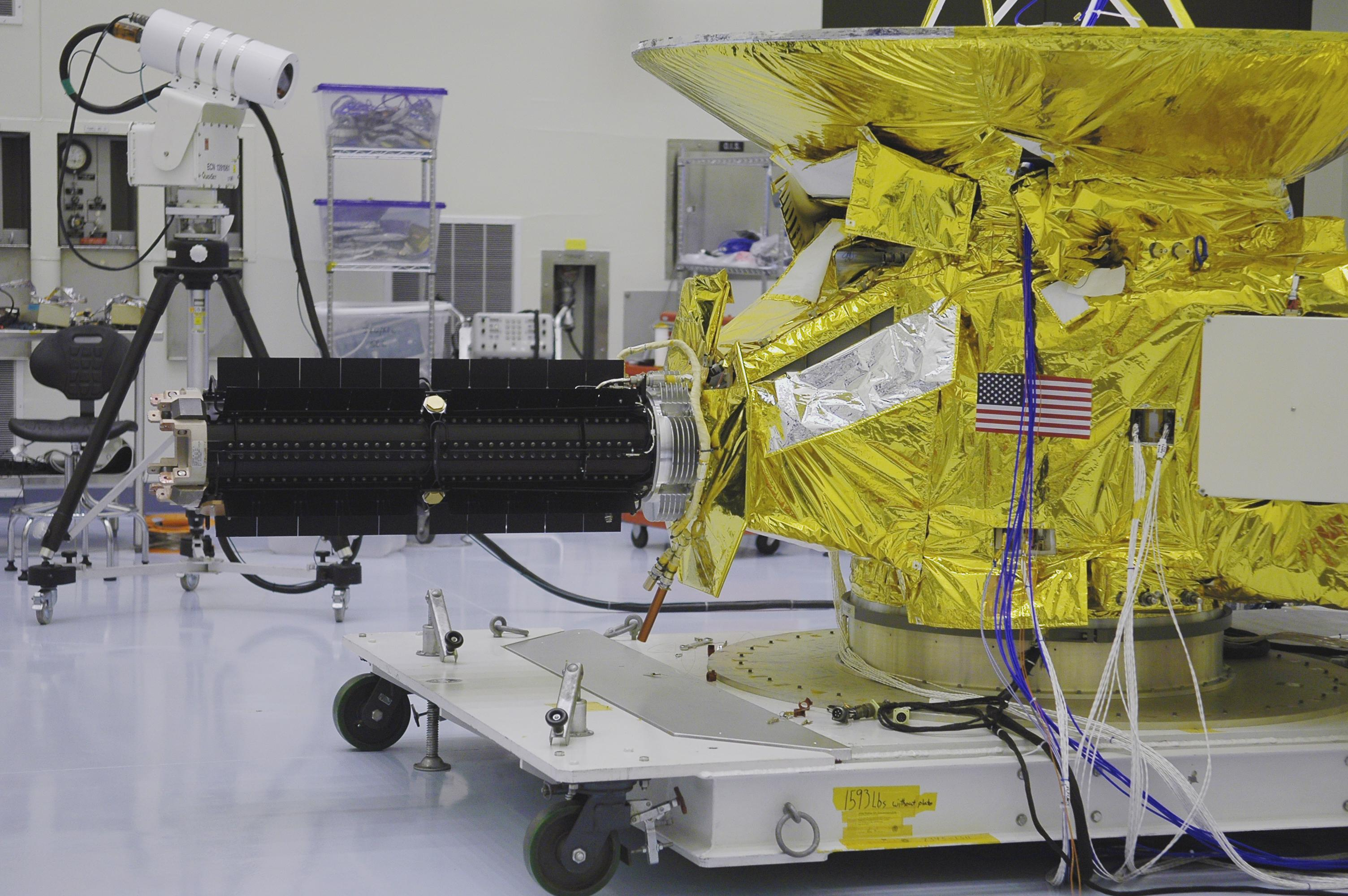
RTG de la sonda New Horizons.

Cuando la energía solar se vuelve demasiado débil debido a la distancia del Sol, uno o más generadores termoeléctricos de radioisótopos (RTG) reemplazan los paneles solares para la producción de electricidad. Este generador eléctrico produce electricidad a partir del calor liberado por la descomposición radiactiva de materiales ricos en uno o más radioisótopos, generalmente plutonio-238 como dióxido de plutonio 238PuO
2. El calor se convierte en electricidad a través de termopar. La eficiencia energética se reduce: menos del 10 % del calor producido se convierte en electricidad y el resto debe ser evacuado por radiadores. Para mejorar este rendimiento, la investigación actual está experimentando con los convertidores termoiónicos y los generadores de radioisótopos Stirling, que podrían aumentar la eficiencia general en cuatro, pero requerirían mecanismos de movimiento de piezas que podrían atascarse con el tiempo. El generador termoeléctrico de radioisótopos es especialmente adecuado para la producción de energía eléctrica estable y duradera necesaria para los instrumentos a bordo de las sondas interplanetarias. Por lo tanto, el generador a bordo de la sonda New Horizons es capaz de proporcionar una fuente de alimentación estable de 200 W a más de 50 años. Sin embargo, la presencia de plutonio 238 en una máquina susceptible de ser víctima de un fallo del lanzador, suscita fuertes temores en parte de la opinión pública a pesar de los dispositivos de protección (blindaje) que han demostrado ser una práctica eficaz.
Las sondas espaciales lanzadas a Júpiter o más allá, como Voyager 1, Cassini o New Horizons utilizan generadores termoeléctricos de radioisótopos para su suministro de energía. Sin embargo, gracias a la creciente eficiencia de las celdas solares, las dos últimas sondas espaciales desarrolladas para la exploración de Júpiter; la Juno y JUICE utilizan paneles solares que son, sin embargo, muy grandes (60 m² para la Juno). Estos generadores también se utilizaron en dos naves lanzadas hacia la superficie de Marte; Viking 1 y 2 y el astromóvil Curiosity porque permiten superar el ciclo día/noche y son insensibles a los depósitos de polvo. Los generadores proporcionan potencias modestas: 100 W (45 kg) para Curiosity, 300 W (~56 kg) para las sondas espaciales americanas en servicio a principios del siglo XXI. Para satisfacer sus necesidades eléctricas, algunas sondas llevan hasta tres generadores (Cassini, Voyager).